# 崔孝直
崔 孝直（さい こうちょく、生没年不詳）は、北魏の軍人。字は叔廉。本貫は博陵郡安平県。

## 経歴
崔挺の子として生まれた。成長すると身の丈は8尺あり、眉目にすぐれていた。司空行参軍を初任とした。まもなく員外散騎侍郎・宣威将軍となり、本官のまま直後の任を兼ねた。寧遠将軍・汝南王開府掾に転じ、直寝を兼ねた。525年（孝昌元年）、兄の崔孝芬が荊州刺史となると、孝直は仮の征虜将軍となり、別将として羽林2000騎を統率し、兄と同行した。孝直はひそかに軍を進めて梁軍を破った。崔孝芬が入城した後、梁の将軍の曹義宗が馬圏で順陽の諸族を扇動し、北魏に反抗させようとしたため、孝直は兵を率いて失陥を防ぎ、梁軍を撃退した。洛陽に召還されて、直閤将軍・通直散騎常侍の位を受けた。530年（建明元年）、爾朱兆が洛陽に入ると、孝直は難に遭うのを避けるため、辞職して郷里に帰った。後に安東将軍・光禄大夫とされたが、固辞して受けなかった。532年（太昌元年）、衛将軍・右光禄大夫とされたが、洛陽に赴かず、やはり受けなかった。一族には出仕を勧められたが、孝直は聞き入れなかった。後に朝廷からの贈諡を受けないよう遺言して、郷里で死去した。享年は58。

## 子女
4人の男子があった。
- 崔士寛
- 崔士儀
- 崔士游（伯父の崔孝演の後を嗣いだ、儀同開府倉曹参軍）
- 崔士順（儀同開府行参軍）

## 伝記資料
- 『魏書』巻57 列伝第45
- 『北史』巻32 列伝第20